# Atraphaxis laetevirens
Atraphaxis laetevirens är en slideväxtart som först beskrevs av Carl Friedrich von Ledebour, och fick sitt nu gällande namn av Jaub. & Spach. Atraphaxis laetevirens ingår i släktet Atraphaxis och familjen slideväxter. Inga underarter finns listade i Catalogue of Life.